# 134 Samodzielna Łomżyńska Brygada Łączności Naczelnego Dowództwa
134 Samodzielna Łomżyńska Brygada Łączności Głównego Dowództwa Wojsk Kierunku Południowego (ros. 134-я oтдельная Ломжинская дважды Краснознамённая, орденов Суворова и Кутузова бригада связи ГК ВЮН) – związek taktyczny wojsk łączności Sił Zbrojnych ZSRR i Rosji. Jednostka Wojskowa nr 63536.

## Historia
134 Samodzielna Brygada Łączności powstała w 1975 roku na bazie istniejącego dotychczas 32 samodzielnego pułku łączności (utworzonego w 1941 roku), po którym przejęła nazwę wyróżniającą oraz ordery.
Brygada była jednostką bezpośredniego podporządkowania Głównemu Dowództwu Wojsk Kierunku Południowego, administracyjnie podlegała dowództwu Północnej Grupy Wojsk. Stacjonowała w Legnicy.
Zadaniem Brygady było zapewnienie łączności szczebla strategicznego, ponadto realizowała zadania szkolenia podstawowego i specjalistycznego żołnierzy służby zasadniczej wojsk łączności na potrzeby Północnej Grupy Wojsk.
W 1991 roku Brygadę wyprowadzono z terytorium Polski i przemieszczono do wsi Gusino w obwodzie smoleńskim. W 2009 roku Brygada została rozformowana.

## Struktura organizacyjna
- Dowództwo i sztab
  - oddział agitacyjno-dźwiękowy
- 1 batalion mobilnych węzłów łączności
  - kompania systemów nadawczych
  - kompania systemów odbiorczych
  - kompania telegraficzno-telefoniczna
  - kompania zautomatyzowanych systemów dowodzenia
- 2 batalion radioliniowy
  - 2 kompanie radioliniowe
  - kompania łączności dalekosiężnej
- 3 szkolny batalion łączności
  - 2 szkolne kompanie łączności
  - kompania zabezpieczenia szkolenia
- kompania remontowa
- pluton gospodarczy
- pluton samochodowy
- punkt medyczny[3]